# バーンアウト パラダイス
『バーンアウト パラダイス』（Burnout Paradise）は、Criterion Gamesが開発し、エレクトロニック・アーツから発売された公道レースゲーム。

## 概要
バーンアウトシリーズのナンバリングとしては5作目に当たる。決められた区間でゲームを行う過去作品とは大きく異なり、パラダイス・シティと呼ばれる架空の都市を自由に走行できるオープンワールド制を採用している。追加された主なモードは、ライバル車になるべく破壊されずにゴールを目指す「マークドマン」、様々なスタントを行い得点を競う「スタントラン」、その他にも多くの要素が追加・変更された。「The Year of Paradise」と題し、1年以上かけて何度かのゲームモード・車・エリア追加などの大型アップデートが実施された。
ナビゲーター（Crash FMのDJ RYU）はMC RYU。ナレーションは深見梨加。

## 販売
2008年10月31日にはPlayStation Networkにてダウンロード販売が開始されたが、日本地域での販売は終了している。
本作に加え2009年2月までに配信されたダウンロードコンテンツも収録した『バーンアウトパラダイス The Ultimate Box』がPlayStation 3とXbox 360、新たにWindowsにて2009年2月5日に発売された。
ダウンロード版とThe Ultimate Box版、アップデートを適用した通常版はスポンサープロダクトコード機能に対応していない為、スポンサーカー入手を希望する場合はパッケージ版（通常版）を購入し、アップデートをする前にプロダクトコードを入力する必要がある。
2018年3月16日に、Big Surf Islandアップデートを含む全てのダウンロードコンテンツを収録した『Burnout Paradise Remastered』が、PlayStation 4とXbox Oneにて発売された。PlayStation 4とXbox Oneでは、アップスケール無しでの1080p出力、PlayStation 4 ProとXbox One Xでは、4K・60fpsでの出力が可能となっている。また、2018年8月21日にはPC版が発売され、2020年6月19日にはNintendo Switch版が発売された。